# Adrien Moerman
Adrien Rene Moerman (ur. 7 sierpnia 1988 w Fontenay-aux-Roses) – francuski koszykarz, występujący na pozycji silnego skrzydłowego, reprezentant kraju, multimedalista młodzieżowych imprez międzynarodowych.
12 marca 2016 ustanowił rekord sezonu ligi tureckiej, notując 20 zbiórek w spotkaniu z Muratbey Usak Sportif.
15 czerwca 2021 opuścił Anadolu Efes

## Osiągnięcia
Stan 15 czerwca 2021, na podstawie, o ile nie zaznaczono inaczej.

### Drużynowe
- Mistrz:
  - Euroligi (2021)
  - Turcji (2019, 2021)
  - Francji (2007, 2014, 2015)
- Wicemistrz:
  - Euroligi (2019)[7]
  - Eurocup (2013)
- Zdobywca:
  - pucharu:
    - Hiszpanii (2018)
    - Francji (2010)
    - Liderów Francji (2007)

  - superpucharu:
    - Francji (2011)
    - Turcji (2018, 2019)
- Finalista Pucharu Turcji (2019)

### Indywidualne
- MVP:
  - ligi francuskiej (2015)
  - meczu gwiazd ligi francuskiej (2014)
  - II ligi francuskiej (2008)
  - kolejki Eurocup (4 kolejka TOP 32 – 2016)
- Uczestnik meczu gwiazd ligi:
  - tureckiej (2016, 2019[8])
  - francuskiej LNB Pro A (2012, 2014, 2015)
- Lider:
  - ligi tureckiej w liczbie zdobytych punktów (529 – 2016)[1]
  - w zbiórkach:
    - Eurocup (2016)
    - ligi tureckiej (2016)[1]

### Reprezentacja
Seniorów
- Mistrz kwalifikacji olimpijskich (2016)
- Uczestnik kwalifikacji do mistrzostw świata (2017)

Młodzieżowe
- Mistrz Europy:
  - U–16 (2004)
  - U–18 (2006)
- Brązowy medalista mistrzostw świata U–19 (2007)
- Uczestnik mistrzostw Europy:
  - U–20 (2008 – 7. miejsce)
  - U–18 (2005 – 6. miejsce, 2006)